# Artiom Markélov
Artem Valeryevich Markelov (en Ruso: Артём Вале́рьевич Марке́лов; Moscú, Rusia; 10 de septiembre de 1994) es un piloto de automovilismo ruso. Fue piloto de desarrollo de Renault en Fórmula 1, debutando en los entrenamientos libres del Gran Premio de Rusia de 2018. Fue subcampeón en el Campeonato de Alemania de Fórmula 3 en 2013 y del Campeonato de Fórmula 2 de la FIA en 2017 con Russian Time. Desde 2014 hasta 2020 compitió en GP2 Series/Fórmula 2, donde obtuvo nueve victorias y diecisiete podios.

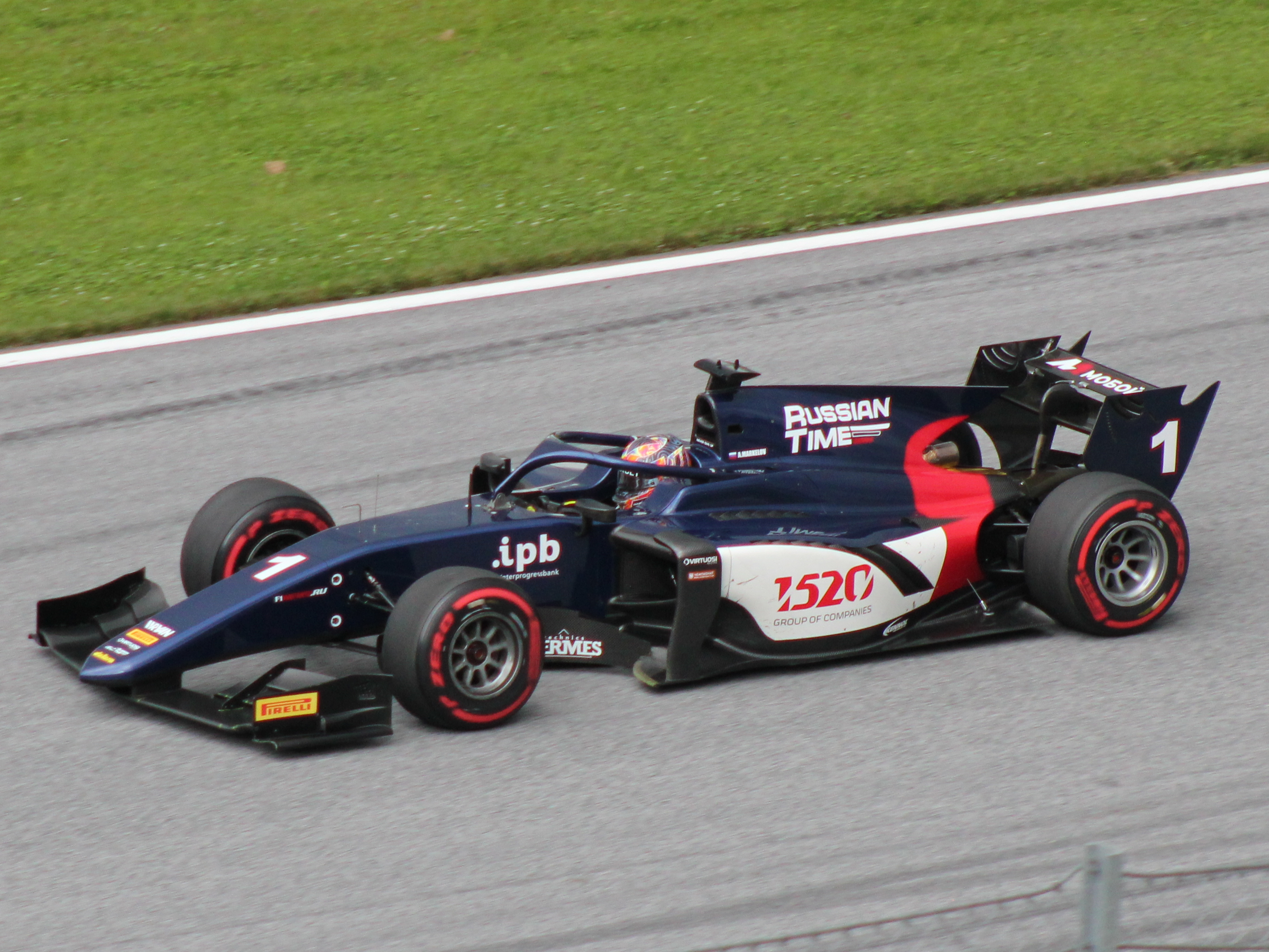
Artem Markelov en la temporada 2018 del Campeonato de Fórmula 2 de la FIA.

## Resumen de carrera
| Temporada | Categoría                            | Equipo                         | Carreras          | Victorias         | Poles             | VR                | Podios            | Puntos            | Pos.              |
| --------- | ------------------------------------ | ------------------------------ | ----------------- | ----------------- | ----------------- | ----------------- | ----------------- | ----------------- | ----------------- |
| 2011      | ADAC Fórmula Masters                 | Motopark                       | 23                | 1                 | 0                 | 4                 | 11                | 251               | 4.º               |
| 2011      | Fórmula 3 Euroseries                 | Motopark                       | 3                 | 0                 | 0                 | 0                 | 0                 | N/A               | NC†               |
| 2012      | Campeonato de Alemania de Fórmula 3  | Lotus                          | 27                | 2                 | 0                 | 1                 | 3                 | 155               | 7.º               |
| 2013      | Campeonato de Alemania de Fórmula 3  | Lotus                          | 26                | 2                 | 0                 | 2                 | 21                | 339               | 2.º               |
| 2014      | GP2 Series                           | RT RUSSIAN TIME                | 22                | 0                 | 0                 | 0                 | 0                 | 6                 | 24.º              |
| 2015      | GP2 Series                           | RUSSIAN TIME                   | 21                | 0                 | 0                 | 0                 | 1                 | 48                | 13.º              |
| 2015      | Toyota Racing Series                 | Giles Motorsport               | 16                | 0                 | 0                 | 0                 | 3                 | 525               | 8.º               |
| 2016      | GP2 Series                           | RUSSIAN TIME                   | 21                | 1                 | 0                 | 3                 | 2                 | 97                | 10.º              |
| 2016      | Toyota Racing Series                 | M2 Competition                 | 15                | 0                 | 0                 | 0                 | 5                 | 588               | 8.º               |
| 2017      | Campeonato de Fórmula 2 de la FIA    | RUSSIAN TIME                   | 22                | 5                 | 1                 | 6                 | 7                 | 210               | 2.º               |
| 2018      | Campeonato de Fórmula 2 de la FIA    | RUSSIAN TIME                   | 24                | 3                 | 0                 | 5                 | 7                 | 186               | 5.º               |
| 2018      | Fórmula 1                            | Renault Sport Formula One Team | Piloto de pruebas | Piloto de pruebas | Piloto de pruebas | Piloto de pruebas | Piloto de pruebas | Piloto de pruebas | Piloto de pruebas |
| 2019      | Campeonato de Super Fórmula Japonesa | UOMO Sunoco Team LeMans        | 5                 | 0                 | 0                 | 1                 | 0                 | 0                 | 21.º              |
| 2019      | Campeonato de Fórmula 2 de la FIA    | MP Motorsport                  | 2                 | 0                 | 0                 | 0                 | 0                 | 16                | 16.º              |
| 2019      | Campeonato de Fórmula 2 de la FIA    | BWT Arden                      | 4                 | 0                 | 0                 | 0                 | 0                 | 16                | 16.º              |
| 2020      | Campeonato de Fórmula 2 de la FIA    | BWT HWA RACELAB                | 24                | 0                 | 0                 | 0                 | 0                 | 5                 | 18.º              |
| Fuentes:  |                                      |                                |                   |                   |                   |                   |                   |                   |                   |

- † Markelov fue piloto invitado, no fue apto para puntuar.

## Resultados

### GP2 Series
(Clave) (negrita indica pole position) (cursiva indica vuelta rápida puntuable)

| Año  | Escudería       | 1   | 1   | 2   | 2   | 3   | 3   | 4   | 4   | 5   | 5   | 6   | 6   | 7   | 7   | 8   | 8   | 9   | 9   | 10  | 10  | 11  | 11  | Pos. | Puntos | Ref.   |
| ---- | --------------- | --- | --- | --- | --- | --- | --- | --- | --- | --- | --- | --- | --- | --- | --- | --- | --- | --- | --- | --- | --- | --- | --- | ---- | ------ | ------ |
| 2014 | RT RUSSIAN TIME | SAK | SAK | BAR | BAR | MON | MON | SPI | SPI | SIL | SIL | HOC | HOC | BUD | BUD | SPA | SPA | MNZ | MNZ | SOC | SOC | YMC | YMC | 24.º | 6      | [ 8 ]  |
| 2014 | RT RUSSIAN TIME | 15  | 10  | 11  | Ret | Ret | Ret | 21  | 16  | 18  | 17  | Ret | 12  | 16  | 20† | 7   | Ret | 21  | Ret | 16  | 12  | Ret | 19  | 24.º | 6      | [ 8 ]  |
| 2015 | RUSSIAN TIME    | SAK | SAK | BAR | BAR | MON | MON | SPI | SPI | SIL | SIL | BUD | BUD | SPA | SPA | MNZ | MNZ | SOC | SOC | SAK | SAK | YMC | YMC | 13.º | 48     | [ 9 ]  |
| 2015 | RUSSIAN TIME    | 13  | 12  | 12  | 5   | Ret | 14  | 5   | DSQ | 21  | 14  | 22  | 18  | 3   | 5   | 5   | 14  | Ret | 12  | 15  | 8   | Ret | C   | 13.º | 48     | [ 9 ]  |
| 2016 | RUSSIAN TIME    | BAR | BAR | MON | MON | BAK | BAK | SPI | SPI | SIL | SIL | BUD | BUD | HOC | HOC | SPA | SPA | MNZ | MNZ | KUA | KUA | YMC | YMC | 10.º | 97     | [ 10 ] |
| 2016 | RUSSIAN TIME    | 4   | 4   | 1   | 8   | Ret | 5   | Ret | 11  | 10  | 12  | 9   | 4   | Ret | 9   | 5   | 21† | 10  | 10  | DNS | 13  | 3   | 7   | 10.º | 97     | [ 10 ] |

### Campeonato de Fórmula 2 de la FIA
(Clave) (negrita indica pole position) (cursiva indica vuelta rápida puntuable)

| Año  | Escudería       | 1    | 1    | 2    | 2    | 3   | 3   | 4    | 4    | 5    | 5    | 6   | 6   | 7   | 7   | 8   | 8   | 9   | 9   | 10  | 10  | 11   | 11   | 12   | 12   | Pos. | Puntos | Ref.   |
| ---- | --------------- | ---- | ---- | ---- | ---- | --- | --- | ---- | ---- | ---- | ---- | --- | --- | --- | --- | --- | --- | --- | --- | --- | --- | ---- | ---- | ---- | ---- | ---- | ------ | ------ |
| 2017 | RUSSIAN TIME    | SAK  | SAK  | BAR  | BAR  | MON | MON | BAK  | BAK  | SPI  | SPI  | SIL | SIL | BUD | BUD | SPA | SPA | MNZ | MNZ | JER | JER | YMC  | YMC  |      |      | 2.º  | 210    | [ 11 ] |
| 2017 | RUSSIAN TIME    | 1    | 8    | 8    | 9    | 2   | 5   | 4    | 5    | 8    | 1    | 4   | 3   | 17† | 9   | 1   | Ret | 9   | 15  | 5   | 1   | 1    | 6    |      |      | 2.º  | 210    | [ 11 ] |
| 2018 | RUSSIAN TIME    | SAK  | SAK  | BAK  | BAK  | BAR | BAR | MON  | MON  | LEC  | LEC  | SPI | SPI | SIL | SIL | BUD | BUD | SPA | SPA | MNZ | MNZ | SOC  | SOC  | YMC  | YMC  | 5.º  | 186    | [ 12 ] |
| 2018 | RUSSIAN TIME    | 3    | 1    | Ret  | Ret  | 8   | 9   | 1    | 4    | 14   | 14†  | 8   | 1   | 6   | 4   | 8   | 13  | 6   | 5   | 2   | 2   | 11   | 5    | 2    | 7    | 5.º  | 186    | [ 12 ] |
| 2019 |                 | SAK  | SAK  | BAK  | BAK  | BAR | BAR | MON  | MON  | LEC  | LEC  | SPI | SPI | SIL | SIL | BUD | BUD | SPA | SPA | MNZ | MNZ | SOC  | SOC  | YMC  | YMC  | 16.º | 16     | [ 13 ] |
| 2019 | MP Motorsport   |      |      |      |      |     |     | 6    | 4    |      |      |     |     |     |     |     |     |     |     |     |     |      |      |      |      | 16.º | 16     | [ 13 ] |
| 2019 | BWT Arden       |      |      |      |      |     |     |      |      |      |      |     |     |     |     |     |     |     |     |     |     | Ret  | 10   | Ret  | Ret  | 16.º | 16     | [ 13 ] |
| 2020 | BWT HWA RACELAB | SPI1 | SPI1 | SPI2 | SPI2 | BUD | BUD | SIL1 | SIL1 | SIL2 | SIL2 | BAR | BAR | SPA | SPA | MNZ | MNZ | MUG | MUG | SOC | SOC | SAK1 | SAK1 | SAK2 | SAK2 | 18.º | 5      | [ 14 ] |
| 2020 | BWT HWA RACELAB | Ret  | 18   | DNS  | 16   | Ret | 14  | 18   | 11   | 19   | 11   | 12  | 16  | 16  | 8   | 17  | 16  | 8   | 20  | 15  | 12  | 22   | 10   | 13   | 20   | 18.º | 5      | [ 14 ] |

### Fórmula 1
(Clave) (negrita indica pole position) (cursiva indica vuelta rápida)

| Año     | Escudería                      | 1   | 2   | 3   | 4   | 5   | 6   | 7   | 8   | 9   | 10  | 11  | 12  | 13  | 14  | 15  | 16     | 17  | 18  | 19  | 20  | 21  | Pos. | Puntos |
| ------- | ------------------------------ | --- | --- | --- | --- | --- | --- | --- | --- | --- | --- | --- | --- | --- | --- | --- | ------ | --- | --- | --- | --- | --- | ---- | ------ |
| 2018    | Renault Sport Formula One Team | AUS | BHR | CHN | AZE | ESP | MON | CAN | FRA | AUT | GBR | GER | HUN | BEL | ITA | SIN | RUS TD | JPN | USA | MEX | BRA | ABU | –    | –      |
| Fuente: |                                |     |     |     |     |     |     |     |     |     |     |     |     |     |     |     |        |     |     |     |     |     |      |        |

### Campeonato de Super Fórmula Japonesa
(Clave) (negrita indica pole position) (cursiva indica vuelta rápida)

| Año  | Escudería               | 1   | 2   | 3   | 4   | 5   | 6   | 7   | Pos. | Puntos | Ref.   |
| ---- | ----------------------- | --- | --- | --- | --- | --- | --- | --- | ---- | ------ | ------ |
| 2019 | UOMO Sunoco Team LeMans | SUZ | AUT | SUG | FUJ | MOT | OKA | SUZ | 21.º | 0      | [ 16 ] |
| 2019 | UOMO Sunoco Team LeMans | 10  | Ret | 16  | 19  | 12  |     |     | 21.º | 0      | [ 16 ] |